# Liste der Biografien/Blad
Liste der Biografien |
Portal Biografien |
Personensuche
# |
A |
B |
C |
D |
E |
F |
G |
H |
I |
J |
K |
L |
M |
N |
O |
P |
Q |
R |
S |
T |
U |
V |
W |
X |
Y |
Z |
?
 
Ba |
Be |
Bd |
Bg |
Bh |
Bi |
Bj |
Bl |
Bm |
Bn |
Bo |
Br |
Bs |
Bu |
Bw |
By |
Bz
 
Bla |
Ble |
Bli |
Blj |
Blk |
Bll |
Blo |
Blu |
Bly
 
Blaa |
Blab |
Blac |
Blad |
Blae |
Blaf |
Blag |
Blah |
Blai |
Blaj |
Blak |
Blal |
Blam |
Blan |
Blaq |
Blar |
Blas |
Blat |
Blau |
Blav |
Blaw |
Blax |
Blay |
Blaz
Die Liste der Biografien führt alle Personen auf, die in der deutschsprachigen Wikipedia einen Artikel haben. Dieses ist eine Teilliste mit 24 Einträgen von Personen, deren Namen mit den Buchstaben „Blad“ beginnt.

## Blad
- Blad, Augusta (1871–1953), dänische Theater- und Filmschauspielerin
- Blad, Simon (1818–1896), deutscher Kaufmann
- Blad, Tehilla (* 1995), schwedische Schauspielerin

### Blade
- Blade, Barrett (* 1973), US-amerikanischer Pornodarsteller und -regisseur
- Blade, Brian (* 1970), US-amerikanischer Jazzschlagzeuger und Komponist
- Bladé, Jean-François (1827–1900), französischer Ethnologe und Schriftsteller
- Bladee (* 1994), schwedischer Rapper und Künstler
- Błądek, Antoni (* 1947), polnischer Politiker, Mitglied des Sejm
- Blädel, Georg (1906–1990), bayerischer Volkssänger und Schauspieler
- Blädel, Hans (1871–1937), deutscher Volkssänger und Instrumentalhumorist
- Bladelin, Pieter († 1472), Brügger Patrizier
- Bladen, Ronald (1918–1988), US-amerikanischer Maler und Bildhauer
- Bladen, Thomas (1698–1780), britischer Politiker, Gouverneur der Province of Maryland
- Blades, Bennie (* 1966), US-amerikanischer American-Football-Spieler
- Blades, Emery (1928–2024), US-amerikanischer Rockabilly-Musiker
- Blades, Gary (* 1980), englischer Dartspieler
- Blades, Jack (* 1954), US-amerikanischer Rockmusiker
- Blades, Rubén (* 1948), panamaischer Salsa-SängerRubén Blades (* 1948)

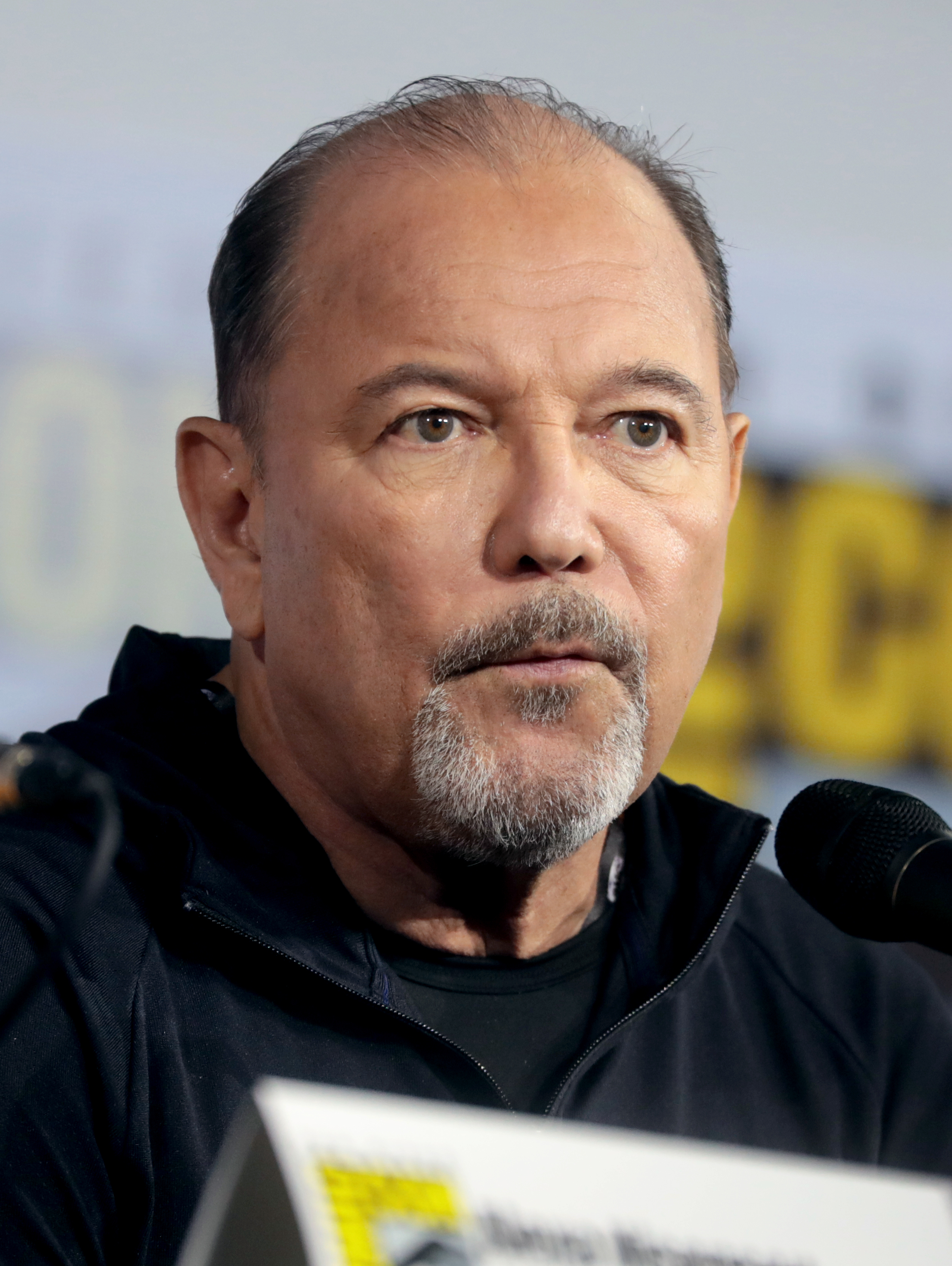
Rubén Blades (* 1948)

- Blades, Thomas (* 1956), britischer Manager

### Bladh
- Bladh, Hilding (1906–1982), schwedischer Kameramann
- Bladh, Phillip, US-amerikanischer Tontechniker

### Blado
- Bladon, Tom (* 1952), kanadischer Eishockeyspieler

### Blads
- Bladström, Erik (1918–1998), schwedischer Kanute

### Blady
- Blady, Adina (1917–1993), polnische Kinderärztin jüdischer Herkunft, tätig im Warschauer Ghetto, und Buchautorin